# Kuartango
Kuartango är en kommun i Spanien. Den ligger Álavaprovinsen i södra delen av den autonoma regionen Baskien i norra delen av landet, 280 km norr om huvudstaden Madrid. Antalet invånare är 408 (2024). Arean är 84 kvadratkilometer. Kuartango gränsar till Erriberagoitia / Ribera Alta, Gaubea / Valdegovía, Amurrio, Urkabustaiz, Zuia, Vitoria-Gasteiz, Iruña Oka / Iruña de Oca och Berberana.